# Drop's
Drop'sは、日本の4人組ガールズロックバンド。所属レコードレーベルはベルウッド・レコード内のロックレーベル「ROCKBELL」。

## 概要
ブルース、ロックンロールのスピリットを持ち、そのソウルフルなサウンドが多くの注目を集めるバンド。

### 結成の経緯
北海道札幌開成高等学校入学時、軽音楽部の入部条件であったバンドを結成するために、共通の友達を介して集まった。
ボーカルを探していたとき、やりたがっているらしいという噂の中野ミホに声をかけた。その時、中野がアカペラで歌ったのがSuperflyの「愛をこめて花束を」。
そこから「Superflyのコピーをやろうか」との目的で中野、荒谷朋美、小田満美子、石橋わか乃、奥山レイカの5人で2009年に結成された。

#### 活動休止
中野が自身のTwitterで、2021年10月10日のラストライブを以てバンドの活動休止を発表した。

## メンバー

### 現メンバー
（参考：オフィシャルサイト・バイオグラフィー）
中野ミホ
ボーカル・ギター担当。
1993年11月12日うまれ（31歳）。北海道出身。
好きなもの：散歩、映画鑑賞、カマンベールチーズ、ねこ、喫茶店
嫌いなもの：きゅうり、すいか、虫、早起き
ブルースと昭和歌謡が好き。
小学校のときからエレクトーンを習い、そこで歌を歌ったりもしていた。ギターは中学のときに家にあった音楽好きの父のアコースティック・ギターを弾いていた程度。The BirthdayやTHEE MICHELLE GUN ELEPHANTが好き。バンドではブルースっぽいフィーリングの音楽がやりたかった。
　　　Other Works：ソロでの弾き語り、Rock is「まほうの映画館」連載
荒谷朋美
ギター担当。
1993年4月22日うまれ（32歳）。北海道出身。
好きなもの：機械いじり、マンガ、ヨーグルト、温泉
嫌いなもの：トマト、ネギ、虫、犬
小田満美子
ベース担当。
1993年8月22日うまれ（31歳）。北海道出身。
好きなもの：睡眠、ねこ、爬虫類、カブ（バイク）でツーリング
嫌いなもの：ナス、早起き
中学1年までピアノを習っていたが、それまでは音楽自体にあまり興味を持っていなかったが、中学3年の時に初めて行った土屋アンナのライブを見て「音楽やバンドって楽しそうだな」と思い、ベースがすごく格好良かったのでこのバンドでベースを始めたと言う。
　　　Other Works：レディスバイク「ゆるカブダイアリー」連載
石川ミナ子
ドラムス担当。
1991年9月19日うまれ（33歳）。神奈川出身。
2017年4月1日加入。
好きな音楽はTHE BEATLES、Ringo Starr、Earl Palmer、Elvis Presley
「NOS」のライブを見たメンバーが誘い、Drop'sに加入した。
Other Works：ゆゆん（2016年7月2日〜活動休止中）、NOS、THE YELLOW DOGS

### 元メンバー
奥山レイカ
ドラムス担当。
1994年3月1日うまれ（31歳）。北海道出身。
好きなもの：ウィンドウショッピング、トマト、納豆、料理
嫌いなもの：ブロッコリー、ハト、蛇、ホラー
左腕に腱鞘炎と神経脱臼を発症したため、2017年1月8日をもって脱退。
石橋わか乃
キーボード担当。
1993年8月24日うまれ（31歳）。北海道出身。
好きなもの：カフェめぐり、お母さんの卵焼き、チョコレート
嫌いなもの：揚げ物、アイス、辛いもの、スポーツ、ホラー
松任谷由実が好き。
資格取得の学業に専念するため、2018年3月31日をもって脱退。

## 経歴

### 2009年
- 同じ高校の軽音楽部に入部した新入生5人で結成。

### 2010年
- 高校2年の夏休み、初めて作ったオリジナル楽曲『泥んこベイビー』で高校生バンドコンテストに挑み、グランプリを獲得。

### 2011年
- Kamuy Recordに所属。
- 7月20日、高校3年で1stミニアルバム『Drop's』をKamuy RecordとTrippin' Elephant Recordsのコラボによりリリース。（Kamuy Recordは数多くのアーティストのプロデュースで知られる上田健司が地元・札幌で設立した新レーベルで、Trippin' Elephant Recordsはthee michelle gun elephantやThe Birthdayのインディーズ盤をリリースしてきたロックレーベル。）
- 7月22日から、同じ北海道 札幌在住の高校生バンド爆弾ジョニーと夏休みに全国ツアーを開催。
- 12月、爆弾ジョニーとスプリットシングル「SPLIT」をリリース。

### 2012年
- 6月7日、tricot「小学生と行く!SPACE TOUR 2012 梅雨」に出演。
- 7月21日、北海道の夏フェスJOIN ALIVE 2012に出演。
- 8月、東名阪ツアーを敢行。
- 10月27日、夢チカLIVE VOL.81に出演。

### 2013年
- 3月6日、2ndミニアルバム「LOOKING FOR」をリリース。発売後、全国8か所でのツアー『2013 TOUR「LOOKING FOR」』を敢行。
- 3月21日・22日、爆弾ジョニーのイミナシ!TOUR2013 「我が人生にイミナシ!」に出演。
- 4月5日、全国ツアーファイナルとなる地元札幌でのワンマンライブにて、キングレコードのロックレーベル“STANDINGTHERE, ROCKS” への所属を発表。
- 4月28日、Niigata Rainbow ROCK Marketに出演。
- 7月17日、タワーレコード限定シングル「太陽」リリース。
- 7月、2度目となるJOIN ALIVE出演に加え、山口県の夏フェスWILD BUNCH FEST.にも初出演を果たす。
- 9月1日、RADIO BERRY ベリテンライブ2013 ～HEAVEN'S ROCK Utsunomiya VJ-2～に出演。
- 9月4日、バンド初となるフルアルバム『DAWN SIGNALS』でメジャーデビュー[4]。
- 9月17日・24日・29日、タワーレコードショーケース・イベント、「NEW TOWER GENERATION 2013」に出演。
- 10月5日、MEGA☆ROCKS 2013に出演。
- 10月13日、MINAMI WHEEL 2013に出演。
- 10月14日、DOES結成10周年企画第4弾「対バン10本勝負」に出演。
- 11月9日、TOKYO BOOT UP! 2013に出演。

### 2014年
- 3月、「DAWN SIGNALS」が第6回CDショップ大賞2014 北海道ブロック賞を受賞。
- 3月15日、HAPPY JACK 2014に出演。
- 3月22日、MUSIC CUBE 14に出演。
- 4月29日、SHOW-YA PRODUCE「NAONのYAON 2014」に出演。
- 5月14日、バンド初となるEP「コール・ミー」をリリース。
- 6月8日、SAKAE SP-RING 2014に出演。
- 7月9日、メジャー2ndアルバム「HELLO」リリース。
- 7月19日、3度目となるJOIN ALIVEに出演し、過去2回出演したステージと比べ約2倍のキャパのステージにオープニングアクトとして出演を果たす。
- 8月から、アルバム「HELLO」を引っ提げての全国9箇所(うち3箇所はワンマン)を周るライブツアーを行う。
- 8月23日、RockDaze! 2014 3×4×GOW!!に出演。
- 10月4日、CONNECT 歌舞伎町Music Festival 2014に出演。
- 10月12日、MINAMI WHEEL 2014に出演。
- 10月18日、チリヌルヲワカ Presents ツーマンイベント「ヲワカとダレカ 北海道編 '14」に出演。
- 11月24日、go!go!vanillas「Magic Number」Tour 2014に出演。
- 12月3日、2ndEP「さらば青春」をリリース。
- 12月27日、年末調整GIG 2014に出演。
- 12月28日、大阪府で毎年年末に開催されているFM802 RADIO CRAZYに初出演。

### 2015年
- 1月11日、No.1 SOUZOU-SEA NEW YEAR NIGHTに出演。
- 3月7日、JAPAN'S NEXT vol.7に出演。
- 3月13日から2ndEP「さらば青春」購入者限定ライブツアー「SHOW CASE LIVE TOUR」を札幌・大阪・東京で開催。
- 3月15日、HAPPY JACK 2015に出演。
- 3月21日、OTOEMON FESTA 2015に出演。
- 3月22日、FX2015出演。
- 3月28日、IMAIKE GO NOW 2015に出演。
- 4月18日、音楽と人LIVE 2015 ローリング・サンダー・レビューに出演。
- 4月22日、3rdEP「未来」をリリース。
- 4月29日、COMIN'KOBE15に出演。
- 6月6日、SAKAE SP-RING 2015に出演。
- 6月27日、ミルク40周年+ミルクスタジオ35周年+ペニーレーン24 25周年+アキちゃん還暦 ザ感謝ライブ出演。
- 7月4日、THE TON-UP MOTORS「Thank You!! Sweet Home "HOKKAIDO" tour」北見ONION HOLL公演に出演。
- 7月22日、メジャー3rdアルバム「WINDOW」をリリース。
- 8月8日、国内最大規模の夏フェスROCK IN JAPAN FESTIVAL 2015に出演。
- 8月14日、北海道の夏フェスRISING SUN ROCK FESTIVAL 2015 in EZOに出演。
- 9月20日から、ワンマンツアー「View from WINDOW」を名古屋・東京・札幌で開催。
- 10月11日、MINAMI WHEEL 2015に出演。
- 10月15日・17日、a flood of circle「What's Going On Tour EXTRA! "HOKKAIDÖ RIDERS"」に出演。

### 2016年
- 3月18日から，ライブツアー「Drop's 2016 TOUR MARCH WITH ME」を東京・名古屋・大阪・札幌で開催。
- 4月30日、ARABAKI ROCK FEST.16に出演。
- 5月25日、メジャー4thアルバム「DONUT」をリリース。
- 5月25日から、4thフルアルバム「DONUT」発売記念インストアライブを名古屋・大阪・東京で開催。
- 6月12日、自主企画イベント「ICECREAM THEATER 3(空きっ腹にドーナツ)」を札幌で開催。
- 6月25日から、ライブツアー「DONUT JOURNEY」を大阪・東京・名古屋で開催。
- 7月17日、JOIN ALIVE2016に出演。
- 8月12日、RISING SUN ROCK FESTIVAL 2016 in EZOにボーカルの中野ミホが出演。
- 9月16日、初のライブアルバム「IN LIVE SOMEWHERE」をリリース。
- 11月28日、腕の障害を理由に、2017年1月8日 地元である札幌でのライブを最後に、ドラマーである奥山レイカの脱退が発表される。あわせて、活動拠点を札幌から東京に移すことを発表。またJR東日本「行くぜ、東北。SPECIAL 冬のごほうび」CMのボーカルを中野ミホが担当したことを発表される。

### 2017年
- 1月8日、奥山レイカのラストライブ、「SWEET JOURNEY BLUES」を札幌にて開催。
- 3月27日、キーボードの石橋わか乃が4月2日のライブ以降、学業専念のため1年間の活動休止を発表する。
- 4月1日、ドラムに石川ミナ子が加入。新体制ワンマンライブ「HELLO,NEW SEASON」を東京で開催。
- 4月29日、SHOW-YA PRODUCE「NAONのYAON 2017」にボーカルの中野ミホが出演。
- 8月2日、お台場みんなの夢大陸『ドリームミュージックライブ』に出演。
- 9月17日、TOKYO CALLING 2017に出演。
- 10月8日、MINAMI WHEEL 2017に出演。
- 10月9日から、自主企画イベント「ICECREAM THEATER 4」を東京、大阪、名古屋で開催。

### 2018年
- 4月1日、資格取得のための学業専念を理由に、3月31日付で、キーボード担当である石橋わか乃の脱退が発表される。
- 4月1日から、１年ぶりで４人体制初のワンマンライブ「APRIL FIRST CLUB'18」」を東京、名古屋、大阪で開催。
- 10月7日、MINAMI WHEEL 2018に出演。
- 12月21日、新体制初のミニアルバム「organ」をリリース。発売を記念し、同日に東京でワンマンライブを開催。

### 2019年
- 1月26日から、バンド結成10周年を記念した自主企画対バンライブ“Drop’s 10th Anniversary「Sweet & Muddycheeks」”、名古屋、東京、大阪、札幌で開催。
- 3月29日、ミニアルバム『trumpet』をリリース。
- 4月27日、ARABAKI ROCK FEST.19に出演。
- 7月13日、JOIN ALIVE2019に出演。
- 8月24日、ロックロックこんにちは！に出演。
- 9月20日、5thフルアルバム『Tiny Ground』をリリース。
- 10月23日から、フルアルバム『Tiny Ground』発売とバンド結成10周年を記念したワンマンライブ　Drop’s 10th Anniversary ONE MAN TOUR 2019『Tiny Ground』を名古屋，高松，広島，福岡，仙台，札幌、大阪，東京で開催。

### 2021年
- 7月21日、活動休止を発表[5]。
- 10月10日、東京・LIQUIDROOMでラストライブを開催し活動休止した。

## ディスコグラフィー

### インディーズ

#### スプリット・シングル
| 枚  | リリース日     | タイトル                  | 規格    | 品番      | 備考                                                           |
| --- | -------------- | ------------------------- | ------- | --------- | -------------------------------------------------------------- |
| 1st | 2011年12月21日 | Drop's/爆弾ジョニー SPLIT | 2CD+DVD | TERNG-091 | 爆弾ジョニーとのスプリット・シングル TRIPPIN' ELEPHANT RECORDS |

#### ミニアルバム
| 枚  | リリース日    | タイトル    | 規格 | 品番      | 備考 |
| --- | ------------- | ----------- | ---- | --------- | ---- |
| 1st | 2011年7月20日 | Drop's      | CD   | TERNG-089 |      |
| 2nd | 2013年3月6日  | LOOKING FOR | CD   | TERNG-098 |      |

### メジャー

#### シングル
| 枚                 | リリース日    | タイトル     | 規格 | 品番      | 備考          |
| ------------------ | ------------- | ------------ | ---- | --------- | ------------- |
| タワーレコード限定 | 2013年7月17日 | 太陽         | CD   | NMAX-1152 |               |
| 1st                | 2014年5月14日 | コール・ミー | CD   | KICM-1518 | オリコン110位 |
| 2nd                | 2014年12月3日 | さらば青春   | CD   | KICM-1559 | オリコン110位 |
| 3rd                | 2015年4月22日 | 未来         | CD   | KICM-1589 | オリコン98位  |

#### ミニ・アルバム
| 枚  | リリース日     | タイトル | 規格 | 品番      | 備考          |
| --- | -------------- | -------- | ---- | --------- | ------------- |
| 1st | 2018年12月21日 | organ    | CD   | BZCS-1173 | オリコン123位 |
| 2nd | 2019年3月29日  | trumpet  | CD   | BZCS-1174 | オリコン150位 |

#### オリジナル・アルバム
| 枚  | リリース日    | タイトル     | 規格         | 品番                                                                       | 備考          |
| --- | ------------- | ------------ | ------------ | -------------------------------------------------------------------------- | ------------- |
| 1st | 2013年9月4日  | DAWN SIGNALS | CD LP        | KICS-1962 NAS-2017-2018(数量限定アナログLP盤)                              | オリコン150位 |
| 2nd | 2014年7月9日  | HELLO        | CD CD+DVD LP | KICS-3076(通常盤) KICS-93076(初回限定盤) NAS-2019/20(数量限定アナログLP盤) | オリコン64位  |
| 3rd | 2015年7月22日 | WINDOW       | CD LP        | KIZC-321/2(CD+DVD) NAS-2021/2(数量限定アナログLP盤)                        | オリコン85位  |
| 4th | 2016年5月25日 | DONUT        | CD           | KICS-3386                                                                  | オリコン68位  |
| 5th | 2019年9月20日 | Tiny Ground  | CD           | BZCS-1179                                                                  | オリコン106位 |

#### ライブ・アルバム
| 枚  | リリース日    | タイトル          | 規格 | 品番      | 備考        |
| --- | ------------- | ----------------- | ---- | --------- | ----------- |
| 1st | 2016年9月16日 | IN LIVE SOMEWHERE | CD   | NKCD-6767 | オリコン-位 |

#### 音楽配信
| 枚  | リリース日 | タイトル                   | 規格     | 品番    | 備考 |
| --- | ---------- | -------------------------- | -------- | ------- | --- |
| 1st |            | NEW SEASON STUDIO SESSION  | 音楽配信 | ETZB-46 | ステッカー購入特典として配信 収録曲：「空はニューデイズ」「こわして」「未来」「新しい季節」，その他「omake talk」 |
| 2nd |            | 冬のごほうび～恋もごほうび | 音楽配信 |         | 中野ミホが歌唱していた2016-17，2017-18年冬のJR東日本 CM曲をフルバージョンにした楽曲                               |

- アイラブユー（2017年に東京に移り住んでから思った事などを書いた曲）

## ミュージック・ビデオ
| 監督     | 曲名                                                                                 |
| 沖崇信   | 「トラッシュ・アウト」                                                               |
| 番場秀一 | 「かもめのBaby」「コール・ミー」「太陽」「さらば青春」「未来」「ハイウェイ・クラブ」 |
| 小澤雅人 | 「月光」                                                                             |

## タイアップ一覧
| 起用年 | 曲名                   | タイアップ                                                                       |
| ------ | ---------------------- | -------------------------------------------------------------------------------- |
| 2013年 | 太陽                   | テレビ東京系『JAPAN COUNTDOWN』2013年9月度オープニングテーマ                     |
| 2014年 | コール・ミー           | テレビ東京系『JAPAN COUNTDOWN』2014年5月度オープニングテーマ                     |
| 2014年 | さらば青春             | テレビ東京系『JAPAN COUNTDOWN』2014年11月度エンディングテーマ                    |
| 2015年 | 未来                   | テレビ東京系『JAPAN COUNTDOWN』2015年4月度オープニングテーマ                     |
| 2015年 | Purple My Ghost        | アニメ『ニンジャスレイヤー フロムアニメイシヨン』第13話 配信版エンディングテーマ |
| 2015年 | ベリーグッドモーニング | 札幌テレビ『熱烈!ホットサンド!』エンディングテーマ                               |
| 2016年 | どこかへ               | 映画『無伴奏』主題歌                                                             |
| 2016年 | 天使の雲               | 映画『復讐したい』挿入歌                                                         |
| 2016年 | 月光                   | 映画『月光』主題歌                                                               |
| 2019年 | アイラブユー           | 舞台『アイラブユー』テーマソング                                                 |
| 2019年 | Ｔシャツと涙           | 北海道テレビ『情報ビュッフェ』10月度エンディングテーマ                           |

## 出演

### テレビ
- 札幌テレビ「北海道アンダースカイ6th」（2014年12月2日）

### ラジオ
- FM NORTHWAVE 「RockTube」内のレギュラー番組「FIVE WALTZ」（〜2016年12月）
- AIR-G'「Drop'sのピーチクパーチク」（〜2016年12月）

### インターネット
- Line Live 「Drop'sのアイスクリーム・テレビ」(2017年6月〜2018年3月）

## 所有機材
石川ミナ子（参考：Drop's 公式ブログ）
- ドラムセット
  - 62' Ludwig Super Classic Oyster Blue Pearl
  - 22"×14"BD 13"×9"TT 16"×16"FT COB Hoop（クロームオーバーブラス　フープ） 
    - （前所用者：Cheap TrickのドラマーBun E. Carlos）
- ドラムスローン（椅子）
  - Ludwig 60's Porto-Seat No.1025
- ペダル＋ビーター
  - DW　6000cx　＋　DANMAR 206ー
  - WFL 60's　＋　SONOR　SN-SCH フェルトビーター
  - Ludwig 70's のSpeed King No.201　＋　SONOR　SN-SCH フェルトビーター